# Кубок президента Чили по футболу
Кубок президента Чили (исп. Copa Presidente de Chile) — международный футбольный турнир, единственный розыгрыш которого прошёл в 1940 году. Участниками турнира были сборные Аргентины и Чили. Соревнование состояло из двух матчей, победу в обоих одержала Аргентина.
Через год прошёл ответный турнир, названный Кубок президента Аргентины.

## Розыгрыш
2 марта 1940
| Аргентина            | 4:1 | Чили               | Чакарита Хуниорс, Буэнос-Айрес Судья: Хуан Хосе Альварес (Аргентина) |
| Анхель Лаферрара 42' |     | Энрике Соррель 89' | Чакарита Хуниорс, Буэнос-Айрес Судья: Хуан Хосе Альварес (Аргентина) |
| Хуан Хосе Мариль 43' |     |                    |                                                                      |
| Анхель Лаферрара 57' |     |                    |                                                                      |
| Анхель Лаферрара 68' |     |                    |                                                                      |

9 марта 1940
| Аргентина        | 3:2 | Парагвай                             | Гасометро, Буэнос-Айрес Судья: Хуан Хосе Альварес (Аргентина) |
| Луис Арриета 56' |     | Густаво Писарро 33'                  | Гасометро, Буэнос-Айрес Судья: Хуан Хосе Альварес (Аргентина) |
| Луис Арриета 74' |     | Рафаэль Муньос или Орасио Муньос 59' |                                                               |
| Луис Арриета 83' |     |                                      |                                                               |